# Eurhynchiella semitorta
Eurhynchiella semitorta är en bladmossart som beskrevs av Brotherus 1925. Eurhynchiella semitorta ingår i släktet Eurhynchiella och familjen Brachytheciaceae. Inga underarter finns listade i Catalogue of Life.